# Шишкин, Михаил Александрович (государственный деятель)
Михаил Александрович Шишкин — советский хозяйственный, государственный и политический деятель.

## Биография
Родился в 1897 году в селе Аркадак. Член КПСС с 1929.
Участник Гражданской войны. С 1923 года — на хозяйственной, общественной и политической работе. В 1923—1956 гг. — инструктор политотедела Саратовского губвоенкомата, на руководящих постах в районах края, директор Баландинского махорсовхоза, заведующий Саратовским облторготделом, заведующий отделом коммунального хозяйства Саратовского обкома ВКП(б), уполномоченный Управлением по эвакуации по Саратовской области при Совмине СССР, секретарь Саратовского обкома ВКП(б) по торговле и общественному питанию, председатель Саратовского горисполкома, директор Саратовского гидролизного завода № 7, уполномоченный по делам религиозных культов при Саратовском облисполкоме.
Избирался депутатом Верховного Совета РСФСР 2-го созыва.
Умер после 1956 года.